# Henry Darcy
Henry Philibert Gaspard Darcy (Digione, 10 giugno 1803 – Parigi, 3 gennaio 1858) è stato un ingegnere francese.
Esperto di idrostatica ed idraulica in genere, fu rinomato costruttore di ponti e opere pubbliche di vario genere. A lui dobbiamo la scoperta della legge di Darcy e la redazione di importanti volumi come Les fontaines publiques de la Ville de Dijon. Dal suo cognome derivò un'unità di misura utilizzata in passato per misurare la permeabilità del terreno o di altri mezzi o materiali.

## Opere
- Henry Darcy, Les fontaines publiques de la ville de Dijon : exposition et application des principes à suivre et des formules à employer dans les questions de distribution d'eau, Paris, Victor Dalmont, 1856.
- Henry Darcy, Recherches expérimentales relatives au mouvement de l'eau dans les tuyaux, Paris, Imprimerie impériale, 1857.
- Henry Darcy, Note relative à quelques modifications à introduire dans le tube de Pitot (PDF), in Annales des Ponts et Chaussées, 1858,  351-359. URL consultato il 31 luglio 2009.
- Henry Darcy, Henry Bazin, Recherches hydrauliques entreprises par M. Henry Darcy continuées par M. Henri Bazin. Première partie. Recherches expérimentales sur l'écoulement de l'eau dans les canaux découverts, Paris, Imprimerie impériale, 1865.
- Henry Darcy, Henry Bazin, Recherches hydrauliques entreprises par M. Henry Darcy continuées par M. Henri Bazin. Deuxième partie. Recherches expérimentales relatives au remous et à la propagation des ondes, Paris, Imprimerie impériale, 1865.